# Susana Feitor
Susana Paula de Jesus Feitor (ur. 28 stycznia 1975 w Alcobertas) – portugalska lekkoatletka, chodziarka, medalistka mistrzostw świata i Europy.

## Sukcesy
- złoty medal mistrzostw świata juniorów (chód na 5000 m Płowdiw 1990)
- srebro mistrzostw świata juniorów (chód na 5000 m Lizbona 1994)
- brązowy medal podczas młodzieżowych mistrzostw Europy (chód na 10 km Turku 1997)
- brąz na mistrzostwach Europy (chód na 10 km Budapeszt 1998)
- 4. miejsce podczas mistrzostw świata (chód na 20 km Sewilla 1999)
- brązowy medal mistrzostw świata (chód na 20 km Helsinki 2005)
- 5. miejsce w mistrzostwach świata (chód na 20 km Osaka 2007)
- 5-krotnie reprezentowała Portugalię na Igrzyskach olimpijskich (Barcelona 1992, Atlanta 1996, Sydney 2000, Ateny 2004 oraz Pekin 2008), jednak nigdy nie zajęła miejsca w czołowej „10”.

## Rekordy życiowe
- Chód na 3000 metrów – 12:08,30 (2001) rekord Portugalii
- Chód na 5000 metrów – 20:40,24 (2001) rekord Portugalii
- Chód na 10 000 metrów – 44:07,80 (2003) były rekord Portugalii
- Chód na 10 kilometrów – 42:39 (2001) rekord Portugalii
- Chód na 20 000 metrów – 1:29:36,4 (2001) rekord Portugalii
- Chód na 20 kilometrów – 1:27:55  (2001) były rekord Portugalii
- Chód na 3000 metrów (hala) – 12:21,7  (1994) były rekord Portugalii